# Gunung Cengkilat
Gunung Cengkilat är ett berg i Indonesien.   Det ligger i provinsen Aceh, i den västra delen av landet, 1 500 km nordväst om huvudstaden Jakarta. Toppen på Gunung Cengkilat är 879 meter över havet.
Terrängen runt Gunung Cengkilat är varierad. Trakten runt Gunung Cengkilat är nära nog obefolkad, med mindre än två invånare per kvadratkilometer. I omgivningarna runt Gunung Cengkilat växer i huvudsak städsegrön lövskog.